# كليو براون
كليو براون (بالإنجليزية: Cleo Patra Brown)‏ هي مغنية وعازفة الجاز وعازفة بيانو أمريكية، ولدت في 8 ديسمبر 1909 في ميريديان في الولايات المتحدة، وتوفيت في 15 أبريل 1995 في دنفر في الولايات المتحدة.

## وصلات خارجية
- كليو براون على موقع ميوزك برينز (الإنجليزية)
- كليو براون على موقع ديسكوغز (الإنجليزية)